# Fernando Capalla

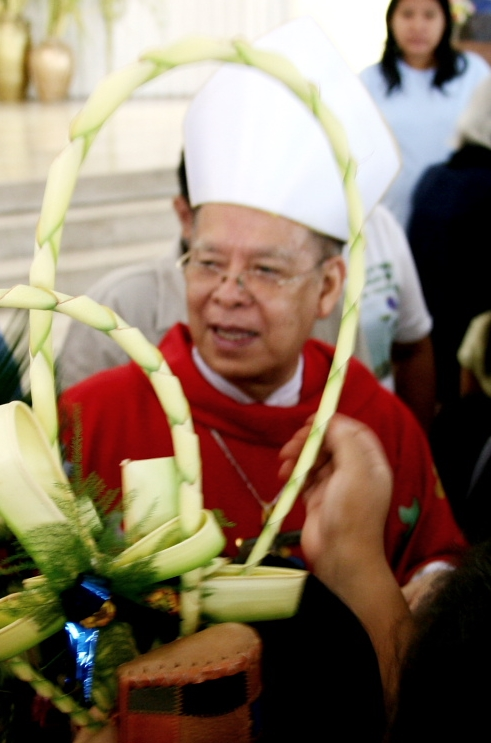
Erzbischof Fernando Capalla (2008)

Wappen als Erzbischof von Davao

Fernando Robles Capalla (* 1. November 1934 in Leon, Provinz Iloilo, Philippinen; † 6. Januar 2024) war ein philippinischer Geistlicher und römisch-katholischer Erzbischof von Davao.

## Leben
Fernando Capalla empfing am 18. März 1961 durch Weihbischof Juan Nicolasora Nilmar die Priesterweihe für das Erzbistum Jaro.
Papst Paul VI. ernannte ihn am 2. April 1975 zum Titularbischof von Grumentum und zum Weihbischof in Davao. Die Bischofsweihe spendete ihm der Apostolische Nuntius auf den Philippinen, Erzbischof Bruno Torpigliani, am 18. Juni desselben Jahres; Mitkonsekratoren waren Jaime Lachica Sin, Erzbischof von Manila, und Artemio G. Casas, Erzbischof von Jaro.
Am 25. April 1977 wurde er zum Prälaten von Iligan ernannt. Am 18. Februar 1978 verzichtete er im Zuge der neuen Vergaberichtlinien der römischen Kurie auf seinen Titularbischofssitz. Papst Johannes Paul II. erhob am 15. November 1982 die Territorialprälatur zum Bistum und somit wurde er der erste Bischof von Iligan. Am 28. Juni 1994 wurde er zum Koadjutorerzbischof von Davao ernannt. Mit der Emeritierung Antonio Lloren Mabutas’ am 6. November 1996 folgte diesem im Amt des Erzbischofs von Davao nach.
Fernando Capalla war von 2003 bis 2005 Präsident der Catholic Bishops’ Conference of the Philippines (CBCP). Er war einer der ersten Personen, der die Morde der Davao Death Squad (DDS) unter dem damaligen Bürgermeister Rodrigo Duterte öffentlich machte und verurteilte. Die „Bürgerwehr“ DDS soll zwischen 1998 und 2008 über 1000 Menschen getötet haben. Ihr werden Hinrichtungen im Schnellverfahren an Straßenkindern und Personen vorgeworfen, die sich geringfügiger Verbrechen und des Drogenhandels verdächtigt gemacht haben.
Capalla war einer der Gründer der Bishops-Ulama Conference, einer interreligiösen Organisation, die sich um die Verständigung zwischen Christen und Muslimen in Mindanao bemüht. Seine Bemühungen um den interreligiösen Dialog brachten ihm mehrere Auszeichnungen ein, darunter 1991 den San Lorenzo Ruiz Award for Peace and Unity, 1998 den Public Service Award for Peace der Ateneo de Manila University und 2000 den Aurora Aragon Quezon Peace Award for Peace Advocacy and Peace Building. Bei der CBCP leitete Capella langjährig auch die Kommissionen für interreligiösen Dialog und ökumenische Angelegenheiten.
Am 12. Februar 2012 nahm Papst Benedikt XVI. sein aus Altersgründen vorgebrachtes Rücktrittsgesuch an. Fernando Capalla starb am 6. Januar 2024 im Alter von 89 Jahren.